# Abril Schmucler
Abril Schmucler Íñiguez (Ciudad de México, 1982) es una cineasta, documentalista y productora mexicana.

## Trayectoria artística
Abril Schmucler es egresada del Centro de Capacitación Cinematográfica. Ha sido productora de No quiero dormir sola (Natalia Beristáin), Vaho (Alejandro Gerber)  y La sombra azul (Sergio Schmucler). Igualmente del documental Tiempo suspendido, que trata sobre Laura Bonaparte, integrante de Madres de Plaza de Mayo.

## Filmografía

### Documentales
- Hay un lugar: Anarquistas de la Ciudad de México (2010)
- Los nueve infiernos (2011)
- Soñar el otro (2015)
- Alicia más allá del abismo (2015)

## Premios y reconocimientos
- Nominación al Premio Ariel al Mejor Cortometraje Ficción por 5:03 (2019).[4][7]